# Akindji
Els akindji foren unes tropes irregulars de cavalleria que van existir entre el segle xii i el XVI al Soldanat de Rum i a l'Imperi Otomà. El seu nom deriva de "akin" (incursió) volent dir "els que fan una incursió".
Foren utilitzats pel seljúcides de manera poc coneguda. Sota els otomans aquestos bandes irregulars s'anaven establint als territoris conquerits als Balcans, i foren utilitzats per les campanyes otomanes en aquesta regió, on van arribar a ser vers el 1391 entre 40 i 50 mil. Els seus caps formaven autèntiques dinasties regionals: Ewrenos-oghullari a Gumuldjina, Serez i Ishkodra, Mikhail-oghullari a Sèrbia i Hongria; Turhan-oghullari a Grècia i Valàquia; Malkoc-oghullari a Valàquia, Moldàvia i Polònia; i Kasim-oghullari a Àustria.
Després de l'expedició fracassada del gran visir Kodja Sinan Paixà contra Mihai Viteazul de Valàquia el 1595, van sortir malparats a Giurgiu al Danubi. Van restar als principats. Encara el 1604 van participar en l'expedició a Hongria. Les noves formes de combat els van obligar a canviar d'ofici i esdevingueren artillers, carreters, etc. i van ingressar a l'exèrcit regular.